# Patrícia Brito e Cunha
Ana Patrícia Espírito Santo de Brito e Cunha (Cascais, Cascais, 18 de outubro de 1972) é uma atriz portuguesa.

## Família
Filha de João Manuel de Orey de Brito e Cunha (Cascais, 5 de abril de 1938), sobrinho paterno do 3.º Visconde de Pereira Machado e bisneto dum Alemão, e de sua mulher (Lisboa, 1 de agosto de 1963) Ana Filipa Pinheiro Espírito Santo Silva (Lisboa, 22 de maio de 1942), neta materna do 1.º Conde de Arnoso e bisneta do 1.º Visconde de Pindela. É irmã da também atriz Ana Brito e Cunha, sobrinha-neta de Ricardo Ribeiro do Espírito Santo Silva e prima-sobrinha em segundo grau de Ricardo Salgado, José Maria Ricciardi, Maria João Bustorff e António Bustorff.

## Currículo
- Elenco adicional, Juíza em Senhora do Mar, SIC 2024
- Elenco adicional, Isabel em Morangos Com Açúcar, TVI 2006
- Elenco adicional, Lurdes em Anjo Selvagem, TVI 2002
- Participação especial, em Fábrica de Anedotas, RTP 2002
- Elenco adicional, Helena em Médico de Família, SIC 1999
- Actriz convidada, Josefina em As Lições do Tonecas, RTP 1998
- Elenco principal, Dulce em Os Lobos, RTP 1998
- Elenco principal, Rita em A Grande Aposta, RTP 1997
- Actriz convidada, Agente da Polícia Judiciária em Trapos e Companhia, TVI 1995
- Figuração Especial, em Na Paz dos Anjos, RTP 1994